# Будаково (Большесельский район)
Будаково — деревня в Благовещенском сельском поселении Большесельского района Ярославской области.
Село Будаково указана на плане Генерального межевания Рыбинского уезда 1798 года.

## Население
По данным статистического сборника «Сельские населенные пункты Ярославской области на 1 января 2007 года», в деревне Будаково проживает 28 человек. По топокарте на 1981 год в деревне проживало 0,02 тыс. человек.

## География
Деревня расположена на севере района, она стоит на правом, северном берегу реки Черёмухи. На расстоянии 1 км ниже по течению на том же берегу стоит деревня Ширяево, а вверх по течению на расстоянии 500 м деревня Тимошино и на расстоянии 1 км деревня Рождество. В деревне Рождество есть мост, ведущий на левый берег Черёмухи к деревне Новое Гостилово. К северу от Будаково, в сторону от реки находится обширный заболоченный лесной массив.